# Tallinna Kaubamaja
Le grand magasin de Tallinn (en estonien : Tallinna Kaubamaja) est un centre commercial à Tallinn en Estonie.

## Présentation
Le propriétaire du magasin est Tallinna Kaubamaja Grupp AS.
Tallinna Kaubamaja à trois entrées, l'une par la rue Gonsiori tänav, à l’est par la rue Ants Laikmaa tänav, au sud par Rävala puiestee, à l'ouest par Kaubamaja tänav par le Viru keskus.

## Histoire
Le magasin a ouvert en 1960. En 1973, l'extension, appelée le bloc B, a été achevée et la surface de vente a été doublée.
En 2008, la chaîne de magasins de chaussures Kaubamaja s'agrandit, car Tallinna Kaubamaja avait racheté les magasins Suurtüki Nahaja Kingaäri et ABC King. ABC King vend des chaussures et des accessoires vestimentaires depuis 1993. Aujourd'hui, ils sont devenus une chaîne de magasins de chaussures avec des magasins dans tous les grands centres commerciaux de Tallinn, Tartu et Pärnu.
En 2017, la proposition City break a remporté le concours d'architecte pour le nouveau bâtiment du magasin.

## Galerie

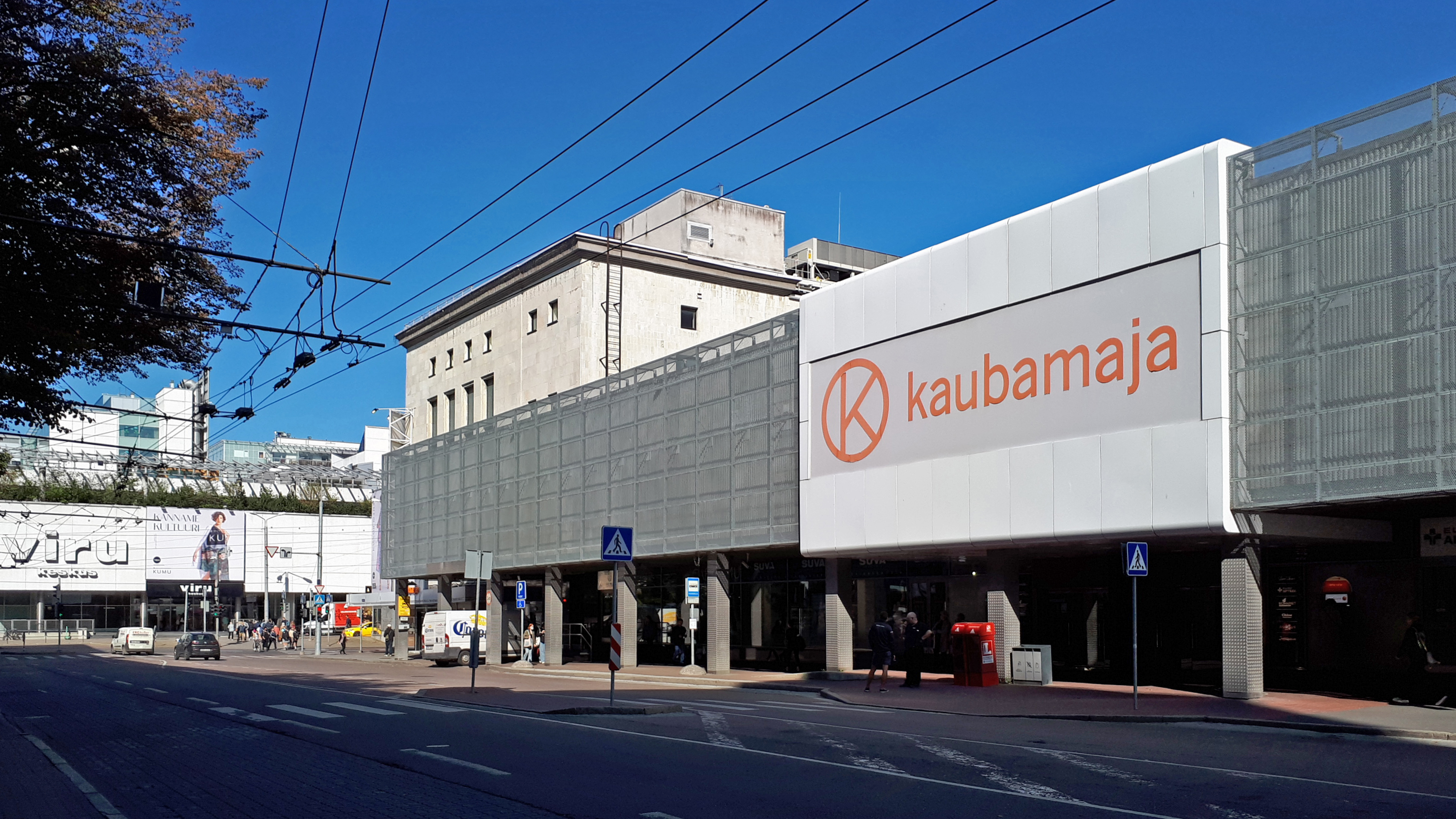
Entrée du grand magasin depuis la rue Kaubamaja
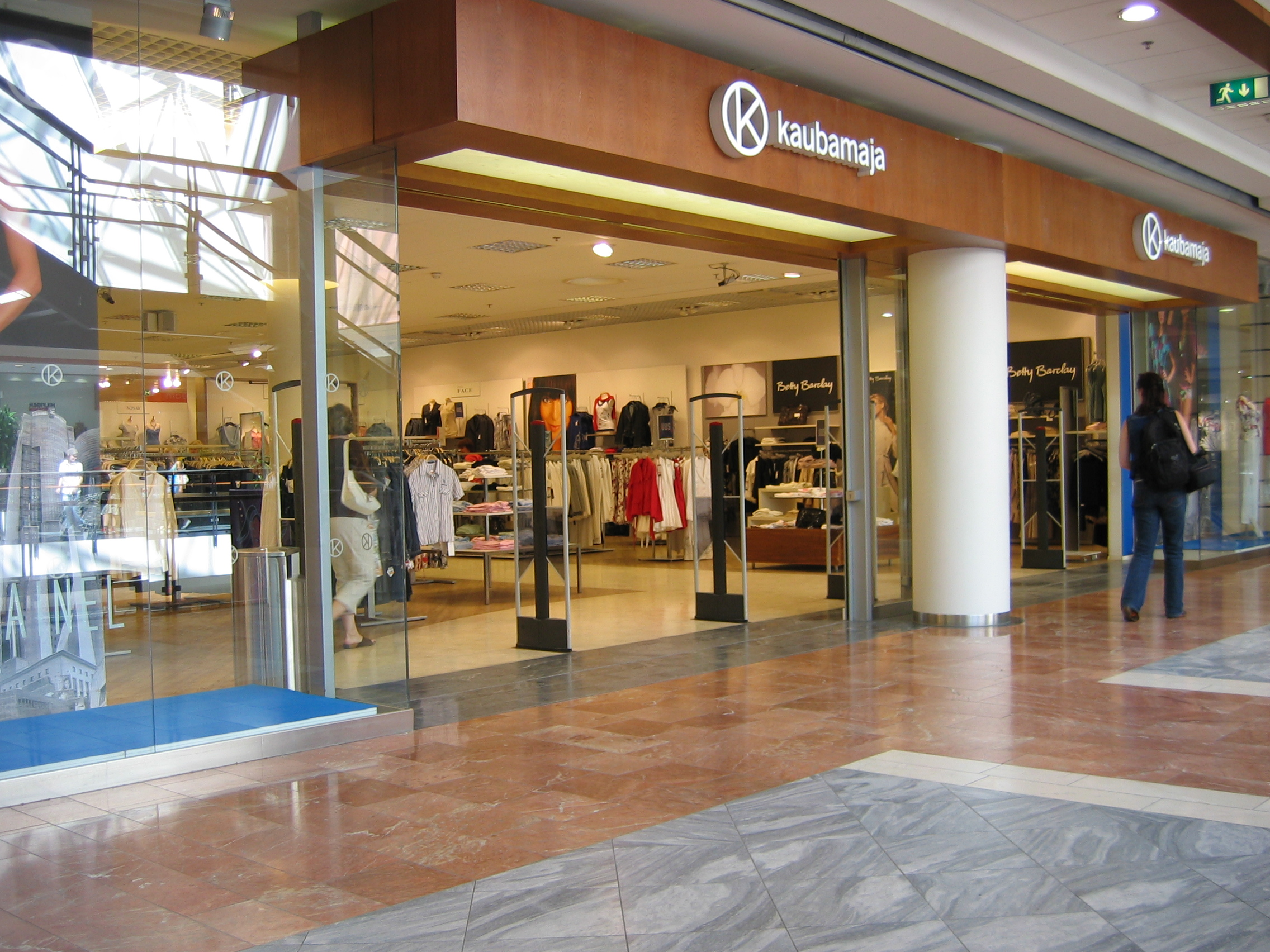
Entrée du grand magasin depuis le Viru Keskus en 2007
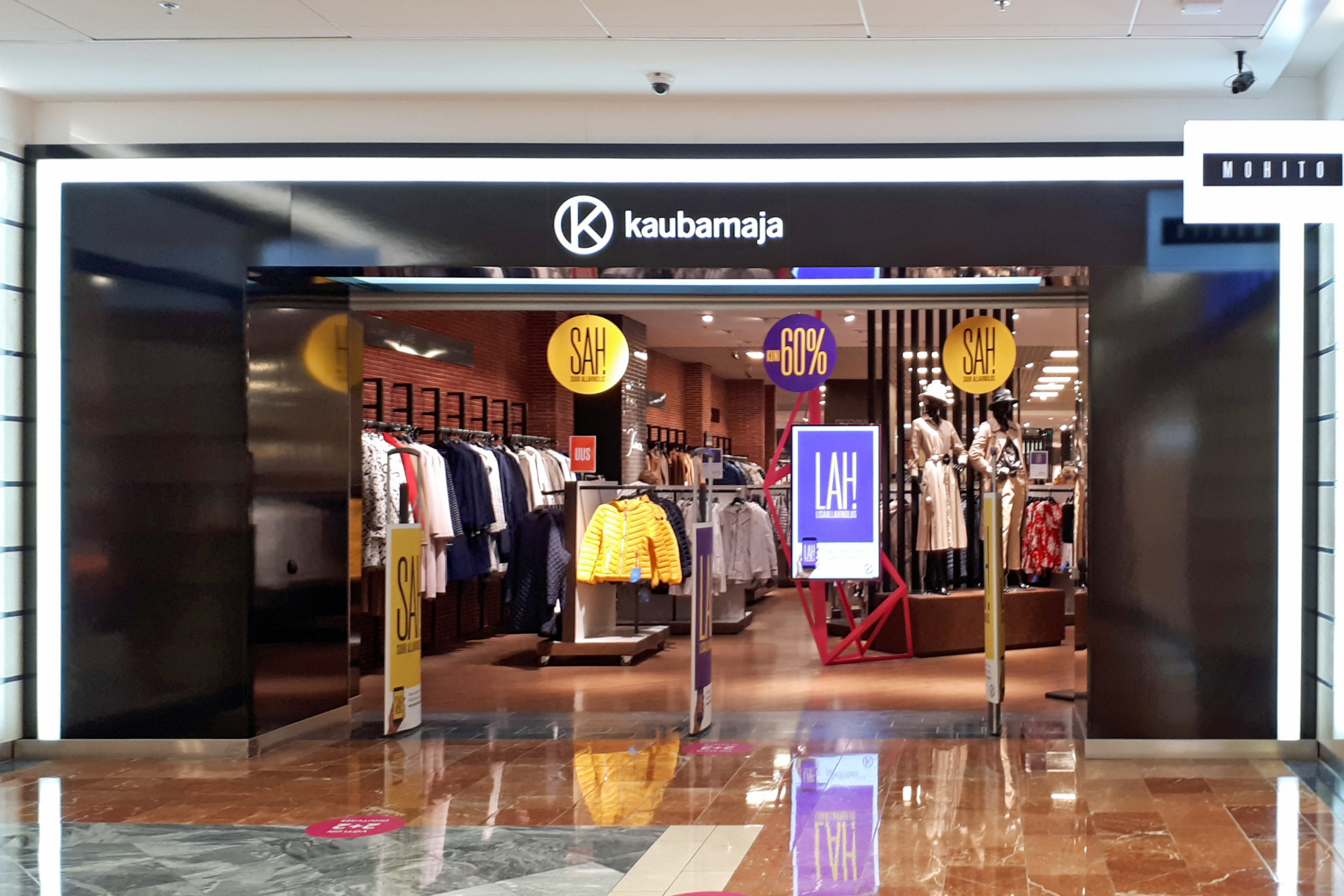
Entrée du grand magasin depuis le Viru Keskus en 2021